# Brachyphaea simoni
Brachyphaea simoni är en spindelart som beskrevs av Simon 1895. Brachyphaea simoni ingår i släktet Brachyphaea och familjen flinkspindlar. Inga underarter finns listade.